# Liste der Bodendenkmale in Quedlinburg
In der Liste der Bodendenkmale in Quedlinburg sind alle Bodendenkmale der Stadt Quedlinburg und ihrer Ortsteile aufgelistet. Grundlage ist die Veröffentlichung der Landesdenkmalliste mit Stand vom 25. Februar 2016. Die Baudenkmale sind in der Liste der Kulturdenkmale in Quedlinburg aufgeführt.
| Denkmal-ID | Fundart             | Ortsteil          | Bezeichnung                                                                 | Zeitstellung | Lage                                                                               | Bemerkungen | Bild            |
| ---------- | ------------------- | ----------------- | --------------------------------------------------------------------------- | ------------ | ---------------------------------------------------------------------------------- | --- | --------------- |
| 428311083  | Befestigung > Burg  | Ballenstedt       | Spornburg „Roseburg“, ehemalige „Rudolphsburg“                              | Mittelalter  | 1,8 km südwestlich vom Ort (Lage)                                                  | Areal der ehemaligen „Rudolphsburg“, welche im 16. Jh. wüst fiel. Das Gelände wurde zu Beginn des 20. Jh. komplett im Stil einer mittelalterlichen Burg überbaut.                                                                                    |                 |
| 428311057  | Befestigung > Burg  | Ballenstedt-Forst | Spornburg „Heinrichsburg“                                                   | Mittelalter  | 0,6 km nördlich von Mägdesprung (Lage)                                             | Vorburg auf Bergsporn ohne erkennbare Bebauungsreste, südwestlich davon befindet sich der Burghügel deutlich separiert mit Resten der ehemaligen Burg (Ruine)                                                                                        |                 |
| 428311123  | Befestigung         | Ballenstedt-Forst | Wall-Graben-Anlage                                                          | Mittelalter  | nördlich von Mägdesprung, auf Sporn südwestlich gegenüber der Heinrichsburg (Lage) | Wall-Graben-Anlage mit annähernd rechteckigem Grundriss, ca. 900 m² Fläche, Wall zw. 0,5 und 1 m hoch, durchschnittlich gut erhalten. Ebenso der außen vorgelagerte Graben, welcher im Westen und Osten sehr deutlich, im Norden kaum erkennbar ist. |                 |
| 428311058  | Befestigung > Burg  | Ballenstedt-Forst | Niederungsburg im „Brandholz“                                               | Mittelalter  | (Lage)                                                                             | langgestreckte Wallartige Struktur in leicht morastigem Gelände im Zusammenfluss zweier Bachläufe |                 |
| 428311056  | Befestigung > Burg  | Gernrode          | Spornburg                                                                   | undatiert    | (Lage)                                                                             | erhöhtes Areal, komplett überbaut – Stiftskirche St. Cyriakus |                 |
| 428311059  | Wüstung             | Gernrode          | Wüstung „Große Böhm“                                                        | Mittelalter  | 3 km südwestlich vom Ort im Naturschutzgebiet ()                                   | Einige möglicherweise bearbeitete Steine könnten als Indiz für die Wüstung gedeutet werden. |                 |
| 428311061  | Grabmal > Grabhügel | Gernrode          | Hügelgräber Kupferberg                                                      | undatiert    | (Lage)                                                                             | |                 |
| 428311060  | Wüstung             | Gernrode          | Wüstung „Bischofsrode“                                                      | undatiert    | ()                                                                                 | |                 |
| 428311129  |                     | Gernrode          | Wasserwirtschaftsanlage, Staudamm                                           | Mittelalter  | ca. 150 m südöstlich der Wüstung „Goße Böhm“ ()                                    | Wasserwirtschaftsanlage: Staudamm möglicherweise in Zusammenhang mit der in unmittelbarer Nähe gelegenen Mittelalterlichen Wüstung 'Große Böhm' zu sehen.                                                                                            |                 |
| 428311077  | Befestigung         | Quedlinburg       | Seweckenwarte                                                               | Mittelalter  | 4,3 km südöstlich vom Ort, auf dem Seweckenberg (Lage)                             | Seweckenwarte, von hier konnte man ein weites Feld beobachten, höchste Stelle im Umkreis von mehreren Kilometern. Gehört zum Quedlinburger Warten- und Landgrabensystem, heute umgebaut zum Aussichtsturm.                                           |                 |
| 428311134  | Befestigung         | Quedlinburg       | Wartturm 'Lethwarte'                                                        | Mittelalter  | ca. 1 km nördlich von Gernrode an der Gernroder Chaussee (Lage)                    | Gehört zum Quedlinburger Warten- und Landgrabensystem. Rundturm in gutem Zustand |                 |
| 428311079  | Grabmal > Grabhügel | Quedlinburg       | Grabhügel „Boxhornschanze“                                                  | Neolithikum  | südöstlicher Stadtrand (Lage)                                                      | am Kleingartenverein Bockshornschanze e. V. | weitere Bilder  |
| 428311136  | Befestigung         | Quedlinburg       | Wartturm „Bicklingswarte“                                                   | Mittelalter  | 2,5 km SO von Quedlinburg, am Bicklingsbach (Lage)                                 | gehört zum Quedlinburger Warten- und Landgrabensystem. |                 |
| 428311080  | Grabmal > Grabhügel | Quedlinburg       | zwei Hügelgräber Luftenberg                                                 | undatiert    | 1,7 km nördlich der Stadt (Lage)                                                   | oberhalb der Sandsteinfelsenkante des Luftenberges | weitere Bilder: |
| 428311081  | Grabmal > Grabhügel | Quedlinburg       | zwei Hügelgräber Schieferberg, auch in der Liste der Bodendenkmale in Thale | undatiert    | 5,2 km westlich der Stadt (Lage)                                                   | mehrere flache Grabhügel in etwa 100 Umkreis, Die Gräber wurden um 1900, möglicherweise auch schon beim Anpflanzen der Eichen entdeckt und beschrieben. Eins oder zwei wurden auch angeschnitten.                                                    |                 |
| 428311076  | Befestigung > Burg  | Quedlinburg       | Flache Spornburg „Gersdorfer Burg“                                          | Mittelalter  | 4 km südöstlich der Stadt (Lage)                                                   | Wehrturm auf Hügel mit Wall-Graben-Wall-Situation |                 |
| 428311074  | Befestigung > Burg  | Quedlinburg       | Gipfelburg „Münzenberg“                                                     | Mittelalter  | westlicher Stadtrand (Lage)                                                        | Durch Überbauung stark verändert, teilweise nur anhand der vorhandenen Mauern als Burg erkennbar. |                 |
| 428311075  | Befestigung > Burg  | Quedlinburg       | Spornburg Altenburg                                                         | Mittelalter  | südwestlich vom Ort (Lage)                                                         | Es handelt sich um eine Warte, welche ursprünglich wohl rund war. |                 |
| 428311078  | Befestigung         | Quedlinburg       | Landwehr „Landgraben“                                                       | Mittelalter  | 4 Kilometer südlich der Stadt (Lage)                                               | Landwehr ist sehr deutlich ausgeprägt. Die Landwehr gehört zu einem heute benannten Warten- und Landgrabensystem. | weitere Bilder  |
| ?          | Grabmal > Grabhügel | Quedlinburg       | Grabhügel                                                                   |              | östlich der Stadt (Lage)                                                           | | weitere Bilder  |